# 29081 Krymradio
29081 Krymradio è un asteroide della fascia principale. Scoperto nel 1978, presenta un'orbita caratterizzata da un semiasse maggiore pari a 2,4333572 UA e da un'eccentricità di 0,1985944, inclinata di 2,22162° rispetto all'eclittica.